# Cotesia medicaginis
Cotesia medicaginis är en stekelart som först beskrevs av Muesebeck 1947.  Cotesia medicaginis ingår i släktet Cotesia och familjen bracksteklar. Inga underarter finns listade i Catalogue of Life.